# Индустријска употреба конопље
Конопља која служи за индустријску употребу се најчешће назива индустријска конопља. Конопља је варијетет Cannabis sativa биљне врсте. Она се користи у индустрији ради изграде конопаца, тканине, платна, хартије, одеће, горива, грађевинских материјала, итд. Уз бамбус, конопља је једна од најбрже растућих биљака на Земљи. Она је такође била једна од првих биљака која је предена у употребљива влакна пре 50.000 година. Одликује се веома ниским нивоом главног опојног састојка, THC-а (обично испод 0,3%).
Узгој и прерада конопље у сврху производње влакана и различитих живежних намирница представља интегралан део модерних привреда све до XIX века. У том смислу је конопља незамјењиви ресурс у производњи тканина, у поморству, у производњи хране, у грађевинарству, у производњи папира. Радно-интензивни карактер производње конопље као компаративни недостатак у поређењу с прерадом дрвета и памука, почео је да истискује конопљу током XVIII века у појединим деловима Европе, попут Немачке. Конопља је пред крај XIX века поступно, али неминовно губила на својој конкурентности пред нарастајућим индустријама памука и нафте. Тако је с убрзаном индустријализацијом започела стагнација и опадање производње конопље, а производња се одржала у земљама индустријске периферије. До средине XX века највећи европски произвођачи остаће концентрисани у деловима Русије, Украјине, Мађарске и бивше Југославије. Крајем 20. века, шири друштвени интерес за узгој индустријске конопље највише се испољава у земљама Европске уније и она бива повремено укључена у државне подстицаје еколошки одрживој производњи. Напори су усмерени на осигурање квалитетног семења за узгој биљака у којима ниво THC-а неће прелазити дозвољених 0,3%, на нужно унапређење постојећих спознаја у погледу машинске обраде конопље, на спуштање нивоа загађења до којег долази у процесу намакања конопље у сврху одвајања влакана и, напокон на истраживање могућности примене различитих делова биљке у широком опсегу индустријске производње - од текстила, преко исхране до употребе у грађевинарству и аутомобилској индустрији.
Иако канабис као дрога и индустријска конопља потичу од врсте Cannabis sativa и садрже психоактивну компоненту тетрахидроканабинол (THC), они су различити сојеви са јединственим фитохемијским саставом и употребама. Конопља има ниже концентрације THC-а и може имати веће концентрације канабидиола (CBD), што смањује или елиминише њене психоактивне ефекте. Легалност индустријске конопље увелике варира од земље до земље. Неке владе регулишу концентрацију THC-а и дозвољавају узгој само конопље са посебно ниским садржајем THC-а.
У 2020. години, препорука Уједињених нација о општем уклањању конопље и канабиса из Прилога IV прохибиције била је успешна. Али потпуно уклањање производа од конопље који садрже претежно канабидиол и не више од 0,2% THC-а из Прилога I је одбијено већином гласова, што значи да ће конопља и њени екстракти остати у одређеној правној нејасноћи према тренутним конвенцијама УН-а.

## Употребе
Конопља се користи за израду разних комерцијалних и индустријских производа, укључујући ужад, текстил, одећу, обућу, храну, папир, биопластику, изолацију и биогориво. Влакна се могу користити за израду текстила од 100% конопље, али се обично мешају са другим влакнима, попут лана, памука или свиле, као и девичанским и рециклираним полиестром, за израду тканина за одећу и намештај. Унутрашња два влакна биљке су дрвенаста и типично имају индустријску примену, као што су малч, сено и ђубриво. Када се оксидује (што се често погрешно назива „сушење“), уље конопље из семена постаје чврсто и може се користити у производњи боја на бази уља, у кремама као хидратантно средство, за кување и у пластици. Семе конопље је такође коришћено у мешавини хране за птице. Једно истраживање спроведено 2003. показало је да се више од 95% семена конопље које се продаје у Европској унији користи за исхрану животиња и птица.

### Храна
Конопљино семе се може јести сирово, самлевено у конопљину сачму, проклијано или претворено у прах од осушених изданака. Од семена конопље може се направити и каша која се користи за печење или за пиће, попут млека од конопље и биљног чаја. Конопљино уље се на хладно цеди из семена и садржи много незасићених масних киселина.
У Великој Британији, Департман за животну средину, храну и руралне послове третира конопљу као искључиво непрехрамбени усев, али уз одговарајуће лиценцирање и доказ о концентрацији THC-а мањој од 0,2%, семе конопље се може увозити за сетву или за продају као храна или састојак хране. У САД се конопља може легално користити у прехрамбеним производима и, према подацима из 2000. године, обично се продаје у продавницама здраве хране или путем поште.
- Цело семе конопље
- Ољуштено семе конопље

#### Исхрана
Порција ољуштеног семена конопље од 100 грама (3 1⁄2 унце) испоручује 2.451 килоџула (586 килокалорија) енергије хране. Оно садржи 5% воде, 5% угљених хидрата, 49% укупне масти и 31% протеина. Семенке конопље значајне су по томе што обезбеђују 64% дневне вредности протеина по оброку од 100 грама. Семе конопље је богат извор дијететских влакана (20% ДВ), витамина Б и минерала у исхрани мангана (362% ДВ), фосфора (236% ДВ), магнезијума (197% ДВ), цинка (104% ДВ), и гвожђа (61% ДВ). Око 73% енергије у семенкама конопље је у облику масти и есенцијалних масних киселина, углавном полинезасићених масних киселина, линолне, олеинске и алфа-линоленске киселине. Однос од 38.100 грама полинезасићених масти на 100 грама је 9.301 грам омега-3 према 28.698 грама омега-6. Типично је део који се препоручује на паковањима за одрасле 30 грама, отприлике три кашике.
Профил аминокиселина семена конопље упоредив је са профилима друге хране богате протеинима, попут меса, млека, јаја и соје. Оцене протеинске сварљивости коригованих аминокиселина су 0,49–0,53 за цело семе конопље, 0,46–0,51 за брашно семена конопље и 0,63–0,66 за ољуштено семе конопље.
Упркос богатом садржају хранљивих материја у семенкама конопље, семе садржи антинутритивна једињења, укључујући фитинску киселину, инхибиторе трипсина и танине, у значајним концентрацијама.

#### Складиштење
Уље конопље се оксидује и постаје ужегло у кратком временском периоду ако се не складишти правилно; рок трајања му се продужава ако се складишти у тамном херметички затвореном контејнеру и хлади. Светлост и топлота могу разградити уље конопље.

### Влакна
Влакна конопље су се током историје широко користила, а производња је достигла врхунац убрзо након увођења у Нови свет. Вековима су се конопље израђивали производи од ужади, преко тканина до индустријских материјала. Конопља се такође често користила за израду платна за једра. Реч „canvas“ потиче од речи канабис. Чиста конопља има текстуру сличну лану. Због своје свестраности за употребу у разним производима, данас се конопља користи у бројним производима широке потрошње, укључујући одећу, обућу, прибор, огрлице за псе и кућне потрепштине. За одећу, у неким случајевима, конопља се меша са лиоцелом.
- Стабљика конопље с приказаним влакнима
- 100% тканина од конопље
- Хаљина од конопље
- Хаљина од конопље
- Шорц од конопље
- Врећа од конопље
- Ципеле од конопље